# Ми-35М
Ми-24ВМ (Ми-35М, AH-2 Sabre) — российский транспортно-боевой вертолёт круглосуточного применения, разработанный в ОКБ Миля и серийно выпускающийся в Ростове-на-Дону на заводе «Роствертол» холдинга «Вертолёты России» как на экспорт, так и для нужд Минобороны России. Предназначен для уничтожения бронетанкового вооружения и техники, десантирования и огневой поддержки подразделений сухопутных войск, эвакуации раненых, а также для перевозки грузов в кабине или на внешнем подвесе.

## История создания
Вертолёт создан в ОКБ МВЗ им. М. Л. Миля путём глубокой модернизации Ми-24В/ВП с целью улучшения лётно-технических и эксплуатационных характеристик, повышения унификации вертолётов марки «Ми», а также обеспечения круглосуточного выполнения боевых задач и более эффективного применения всех видов вооружения в различных физико-географических условиях, в том числе в условиях высокогорья и жаркого климата. Новая модификация получила обозначение Ми-24ВМ, а на экспорт вертолёт поставляется как Ми-35М.
Первый прототип Ми-35М был построен в 1995 году. В 2004-м планировалось завершить ГСИ.

## Производство
Серийный выпуск Ми-24ВМ и его экспортной модификации начался на «Роствертоле» в 2005 году.
В 2008 году был подписан контракт на поставку Бразилии 12 Ми-35М3 на сумму $150 млн.
Контракт на поставку ВВС России 22 вертолётов Ми-35М (Ми-24ВМ) был подписан в 2010 году, позже был подписан ещё один контракт на 27 машин с поставкой в 2012—2014 гг.
В сентябре 2010 года был получен заказ на 24 Ми-35М для Государственной пограничной службы Азербайджана. Поставка вертолётов была произведена с декабря 2011 по январь 2014.
Венесуэле под обозначением Ми-35М2 предположительно поставлялись Ми-24ПК2.
В 2012 году с Ираком был подписан контракт общей суммой $4,2 млрд на поставку различной военной продукции, среди прочего, включающий заказ на 24 вертолёта Ми-35М с полным вооружением до 2017 года.
В рамках реализации договора о ВТС, подписанного между Москвой и Ташкентом, был подписан контракт с Рособоронэкспортом на покупку 12 ударных вертолётов Ми-35М для военно-воздушных сил страны.
4 Ми-35М заказано Белоруссией в августе 2020 года.

## Конструкция
Ми-24ВМ (Ми-35М), в отличие от Ми-24 других модификаций, имеет неубирающиеся шасси, что обеспечивает энергопоглощение при падении (в случае если экипаж на Ми-24 не успевает или не может выпустить шасси) и укороченное крыло с четырьмя, вместо шести, пилонами для подвески вооружения. Поставлен новый автомат перекоса. Втулка несущего винта с эластомерными подшипниками, композитные несущий и Х-образный рулевой винты от Ми-28. Вместо старых устанавливаются отечественные модернизированные высотные турбовальные двигатели «Климов» ВК-2500-II.
Вертолёт оснащён современным БРЭО с комплексом навигации и электронной индикации с цветными многофункциональными дисплеями, обзорно-прицельной системой ОПС-24Н с гиростабилизированной оптико-электронной станцией ГОЭС-324, включающей в себя тепловизионный и телевизионный канал, лазерный дальномер и пеленгатор. Обновление оборудования позволило не только снизить нагрузку на экипаж и применять управляемое и неуправляемое вооружение в любое время суток, но и выполнять взлёт и посадку на неподготовленные и необорудованные площадки.

## Тактико-технические характеристики Ми-24ВМ (Ми-35М)
Источник данных: ОАО «Росвертол», Николай Секач „Боевой вертолёт Ми-24“, ОАО «Климов», АО «Вертолёты России»

Технические характеристики
- Экипаж: 3
- Пассажировместимость: до 8 десантников, 2 тяжелораненых на носилках и 2 легкораненых и медработник
- Грузоподъёмность: до 1500 и до 2400 кг (в кабине и на внешнем подвесе соответственно)
- Длина: 17,49 м
- Диаметр несущего винта: 17,2 м
- Диаметр рулевого винта: 3,84 м
- Высота: 4,16 м
- Масса пустого: 8360 кг
- Нормальная взлётная масса: 10900 кг
- Максимальная взлётная масса: 11500 кг
- Силовая установка: 2 × ТВаД «Климов» ВК-2500-II
- Мощность:

- 1 × 2700 л. с. (чрезвычайный режим) т. к. на ЧР может выйти только один, при отказе второго (условие срабатывания)
- 2 × 2200 л. с. (взлётный режим)
- 2 × 1500 л. с. (крейсерский режим)

Лётные характеристики
- Максимальная скорость: 300 км/ч
- Крейсерская скорость: 240-260 км/ч
- Практическая дальность: до 550 км
- Перегоночная дальность: до 1000 км с ПТБ
- Статический потолок: 3150 м
- Динамический потолок: 5100-5400 м

Вооружение
- Стрелково-пушечное: несъёмная подвижная пушечная установка НППУ-23 с двуствольной пушкой ГШ-23Л калибра 23 мм (450 снарядов)
- Точки подвески: 4
- Боевая нагрузка: до 1500 кг
- Варианты вооружения (в зависимости от задачи):
  - Противотанковые ракеты: «Штурм-В» или «Атака-М» (до 8 шт.)
  - Неуправляемые ракеты: 2 блока Б13Л1 с НАР типа С-13 калибра 122 мм или до 4-х блоков Б8В20-А с НАР С-8 калибра 80 мм
  - Подвесное пушечное вооружение: 2 универсальных пушечных контейнера УПК-23-250 с 23-мм пушками ГШ-23Л (2 × 250 снарядов)

## На вооружении
- Азербайджан — 24 Ми-35М, по состоянию на 2023 год.[19]
- Белоруссия — 8 Ми-35М, по состоянию на 2024 год.[20][21]
- Венесуэла — 9 Ми-35М2, по состоянию на 2023 год[22]. Имеют официальное дополнительное обозначение Helicoptero Mi-35M2 Caribe.
- Ирак — 20 Ми-35М, по состоянию на 2023 год[23]
- Казахстан — 12 Ми-35М, по состоянию на 2023 год[24]
- Мали — 4 Ми-35М по состоянию на 2023 год[25]
- Нигерия — 5 Ми-35М по состоянию на 2023 год[26]
- Пакистан — 4 Ми-35М, по состоянию на 2023 год[27]
- Россия — около 56 Ми-35М по состоянию на 2024 год[28]
  - 344-й ЦБП и ПЛС АА (Торжок, Тверская область) — 12 Ми-35М
  - 487-й отдельный вертолётный полк (Будённовск, Ставропольский край)
  - 55-й отдельный гвардейский вертолётный полк (Кореновск, Краснодарский край)
  - 535-й отдельный смешанный авиационный полк (Ростов-на-Дону, Ростовская область)
  - 39-й вертолётный полк (Джанкой, Республика Крым) — 8 Ми-35М
- Сербия — 4 Ми-35М по состоянию на 2024 год[29]
- Узбекистан — 12 Ми-35М, по состоянию на 2023 год[30]

### Снят с вооружения
- Бразилия — 12 Ми-35М3 (местное обозначение AH-2 Sabre), по состоянию на 2016 года[31], списаны в 2022 году из-за отсутствия обслуживания со стороны поставщика. Планируется заместить турецким T-129 ATAK.
  - 2-я эскадрилья 8-й авиационной группы на авиабазе в Порту-Велью[32].

## Потери
| Дата       | Бортовой номер              | Место аварии                                 | Жертвы | Краткое описание |
| ---------- | --------------------------- | -------------------------------------------- | ------ | --- |
| 08.09.2012 | 54 жёлтый                   | Ботлихский район, Дагестан                   | 4/4    | Вертолёт врезался в склон горы в 20 километрах от села Ботлих во время сопровождения автоколонны. По предварительному расследованию было выяснено что командование Южного военного округа не имело права задействовать этот вертолёт в боевых задачах, поскольку машина не была проверена в работе в горах так как установленный на ней радар был не до конца отработан в режиме огибания рельефа местности. Кроме того, погибший экипаж не был допущен для полётов в сложных метеоусловиях в гористой местности. |
| 28.06.2014 | ВВС Ирака                   | Недалеко от en:Saqlawiyah, Ирак              | ?/?    | Сбит огнём с земли. |
| 03.10.2014 | ВВС Ирака                   | Недалеко от Байджи, Ирак                     | 2/2    | Сбит огнём с земли. |
| 08.07.2016 | ВКС России                  | в районе Пальмиры, Сирия                     | 2/2    | 8 июля 2016 года боевиками ИГИЛ был сбит российский вертолёт Ми-35М, находившийся под управлением российских лётчиков-инструкторов Ряфагатя Хабибулина и Евгения Долгина. Вертолёт упал в районе, подконтрольном сирийской правительственной армии, лётчики погибли. |
| 03.11.2016 | ВКС России                  | в районе Хувейсиса, Сирия                    | 0/?    | Был повреждён огнём с земли, произвёл вынужденную посадку близ Хувейсиса на востоке провинции Хомс. Во время ремонта добит на земле противотанковой управляемой ракетой, запущенной боевиками ИГИЛ. Экипаж не пострадал. |
| 04.04.2016 | ВВС Ирака                   | Недалеко от Эль-Кута, Ирак                   | 0/?    | Причиной крушения, по предварительным данным, стала техническая неисправность. |
| 04.02.2019 | Сухопутные войска Венесуэлы | Недалеко от Эль-Пао, штат Кохедес, Венесуэла | 0/5    | Потерпел крушение во время учений по отражению вторжения США. |
| 07.05.2020 | ВКС России                  | Джанкой, Крым                                | 1/3    | При выполнении планового учебно-тренировочного полёта на аэродроме совершил жёсткую посадку. |
| 24.06.2023 | ВВС России                  | Воронежская область                          | ?/?    | Вертолёт в результате Марша справедливости был сбит силами «ЧВК Вагнер». |